# Łącznikowy DNA
Łącznikowy DNA – odcinek DNA łączący chromatosomy w nukleofilament.  Pojedynczy łącznikowy DNA ma długość od kilku do ponad 100 par zasad.